# Dennis Laubenthal

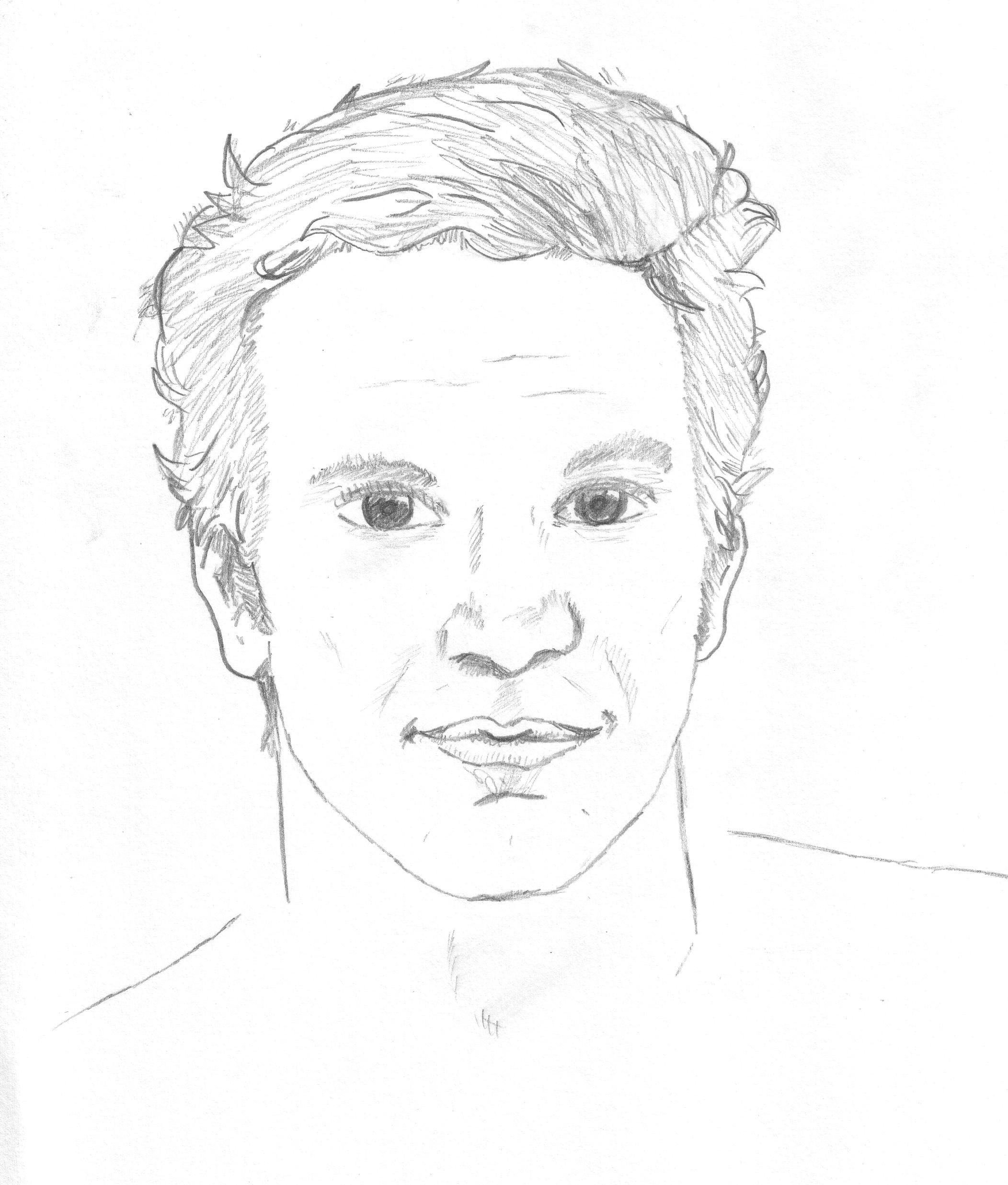
Dennis Laubenthal, im Juni 2008

Dennis Laubenthal (* 6. April 1981 in Koblenz) ist ein deutscher Theater-, Film und Fernsehschauspieler mit Wohnsitz in Köln.

## Biografie
Laubenthal studierte einige Semester Theater- und Medienwissenschaft an der Ruhr-Universität Bochum, bevor er 2003–2007 sein Schauspielstudium an der Westfälischen Schauspielschule in Bochum (jetzt Folkwang UdK) absolvierte.
Er war freischaffend im Ruhrgebiet und in Berlin tätig, Engagements führten ihn u. a. an das Deutsche Theater in Berlin, das Theater Münster, das Schauspielhaus Bochum, die Wuppertaler Bühnen, das Staatstheater Braunschweig, die Oper Bonn, die Burgfestspiele Bad Vilbel und das Alte Schauspielhaus Stuttgart, wo er den Nachwuchsförderpreis des Freundeskreises erhielt.
Seit 2015 arbeitet Laubenthal freischaffend von Köln aus.
Zu seinen Rollen gehören u. a. Karl Moor (Schiller: Die Räuber), Platonow (Platonow (Tschechow)), Odysseus (Heiner Müller: Philoktet) und Perchik (Anatevka - Fiddler on the Roof). Er arbeitete mit Regisseuren wie Christian Brey, Stefan Otteni, Max Claessen, Frank Behnke, Karl Absenger, Martina Eitner-Acheampong, Bernadette Sonnenbichler und Christian von Treskow.
Außerdem steht er auch vor der Kamera (u. a. für Wilsberg, Heldt und Alarm für Cobra 11) und ist als Sprecher für den WDR tätig. Zusammen mit dem Sinfonieorchester Münster unter der Leitung von Fabrizio Ventura sprach Laubenthal die Titelrolle in Robert Schumanns Manfred. Eine CD-Aufnahme des Werks ist bei ARS Produktion erschienen.

## Filmografie
- 2016: Unter uns (2 Folgen)
- 2017: Wilsberg: Der Betreuer
- 2017: Alarm für Cobra 11 – Die Autobahnpolizei – Summer & Sharky
- 2018: Heldt – Wer hat den Größten?